# Heshui Shuiku
Heshui Shuiku (kinesiska: 合水水库) är en reservoar i Kina. Den ligger i provinsen Guangdong, i den södra delen av landet, omkring 280 kilometer nordost om provinshuvudstaden Guangzhou. I omgivningarna runt Heshui Shuiku växer huvudsakligen savannskog.
Genomsnittlig årsnederbörd är 2 022 millimeter. Den regnigaste månaden är maj, med i genomsnitt 408 mm nederbörd, och den torraste är oktober, med 19 mm nederbörd.